# Kijirō Nambu
Kijirō Nambu (jap. 南部 麒次郎 Nanbu Kijirō; ur. 21 lutego 1869 w prefekturze Saga, zm. 1 maja 1949) – japoński wojskowy, generał porucznik Cesarskiej Armii Japońskiej, konstruktor broni strzeleckiej.

## Życiorys
Urodził się w domenie Naohiro Nabeshimy (XI daimyō lenna Hizen na wyspie Kiusiu), w obecnej prefekturze Saga, 100 km na północ od Nagasaki. Pochodził z rodziny samurajskiej, wywodzącej się od Yorimitsu Minamoto żyjącego na przełomie X i XI wieku. Jego ojciec, oficer artylerii, był guwernerem synów daimyō.
W 1892 ukończył Akademię Wojskową Ichigaya. Następnie służył w szkole oficerskiej Toyama. W 1897 został przeniesiony do Arsenału Artylerii Koichikawa w Tokio. Tam już jako kapitan otrzymał polecenie skonstruowania pistoletu samopowtarzalnego. Pierwsza jego konstrukcja, eksperymentalny pistolet samopowtarzalny Typ 1 (shisei ichi-gata jidō-kenjū), była wzorowana na pistolecie Mauser C96 i nie była produkowana seryjnie. Do produkcji trafiła dopiero następna konstrukcja, pistolet samopowtarzalny Nambu Typu A, w literaturze angielskojęzycznej nazywany Grandpa Nambu (Nambu jidō-shiki-kenjū). Za skonstruowanie tego pistoletu Nambu otrzymał awans na stopień majora. W następnych latach skonstruował kolejne wzory broni strzeleckiej, z których część trafiła do uzbrojenia armii japońskiej.
W 1922 w nagrodę za skonstruowanie rkm-u Typ 11 otrzymał awans na stopień generała porucznika i został odznaczony Wielką Wstęgą Orderu Świętego Skarbu. Z odznaczaniem tym wiązało się otrzymanie tytułu barona. Jednocześnie został dyrektorem Instytutu Badawczego Armii.
W 1924 odszedł na własną prośbę w stan spoczynku. W 1927 założył Nambu Jū-seizō-sho (Wytwórnię Broni Nambu). Zakłady początkowo produkowały tylko karabinki bocznego zapłonu. W 1933 fabryka Nambu otrzymała zlecenie na produkcję pistoletów Nambu Typ 14, a w następnych latach także Nambu Typ 94. Na przełomie lat 1936 i 1937 firma Nambu połączyła się z Shōwa Seisaku-sho i Taisei Kōgyō K.K. Utworzona w ten sposób spółka – Chūō Kōgyō K.K. – stała się największą prywatną firmą zbrojeniową w Japonii. Jej znajdująca się w Kokubunji fabryka produkuje wiele konstrukcji Nambu dla armii japońskiej.
W 1943 Kijirō Nambu odszedł na emeryturę i poświęcił się swojemu hobby, hodowli chryzantem. W pierwszych miesiącach 1946 przeszedł kilka zawałów serca. Ostatni z nich spowodował jego śmierć 1 maja 1949.

## Konstrukcje Kijirō Nambu

### Pistolety samopowtarzalne
- Shisei ichi-gata jidō-kenjū (1902, nie produkowany seryjnie)
- Nambu jido-shiki-kenjū ko-gata, Grandpa Nambu (1902)
- Nambu-shiki-jidō-kenjū otsu-gata, Baby Nambu (1903)
- Nambu-riku-shiki, Papa Nambu
- Nambu Typ 14
- Nambu Typ 94
- Shisei kōgo-jidō-kenjū (1925, nie produkowany seryjnie)

### Ręczne karabiny maszynowe
- Typ 11
- Typ 96
- Typ 97
- Typ 99

### Ciężkie karabiny maszynowe
- Typ 3
- Typ 92

### Pistolety maszynowe
- Typ 100
- Typ II

### Karabiny powtarzalne
- Arisaka Typ 38